# Laberint d'ombres
 (mai 2023).
Si vous disposez d'ouvrages ou d'articles de référence ou si vous connaissez des sites web de qualité traitant du thème abordé ici, merci de compléter l'article en donnant les références utiles à sa vérifiabilité et en les liant à la section « Notes et références ».
Laberint d'ombres (espagnol : Laberinto de sombras) est une série de TV3 diffusée entre 1998 et 2000, réalisée par Xavier Berraondo, Ildefons Duran, Francesc Llobet, Sílvia Quer et Esteve Rovira et écrite par Josep Maria Benet i Jornet, Enric Gomà et Andreu Martín. 

## Synopsis
Deux mondes opposés, deux familles de classes sociales différentes qui ont coïncidé tout au long du siècle dans des circonstances différentes. Certaines de ces circonstances sont connues, d'autres restent cachées dans un tiroir qu'il faudra tôt ou tard ouvrir.
Ainsi, l'intrigue de Laberint d'ombres se déroule dans deux directions parallèles qui auront des points de contact importants. Nous rencontrons la riche famille Aymerich, dont la vie tourne autour de son entreprise, ALA Transports, ainsi que la famille Pedrós, issue de la classe moyenne inférieure.
Les Aymerichs vivent marqués par le triste souvenir d'un événement survenu il y a 16 ans : Raquel, la femme de Benjamí Aymerich, a disparu. Officiellement, elle s'est enfuie avec un amant italien, mais Concepció, la domestique de la famille, a une autre version qui, pour l'instant, est tenue secrète. L'entreprise n'est pas au mieux de sa forme et les temps de changement approchent. La concurrence est rude et les derniers investissements n'ont pas été couronnés de succès. Gemma, la fille de Benjamí, étudie en dernière année d'économie, mais sa belle vie est sur le point de changer.
La famille Pedrós vit dans une situation économique précaire qui semble sans issue. Esteve, le patriarche de la famille Pedrós, a travaillé jusqu'à présent pour l'entreprise des Aymerichs, mais les choses sont sur le point de changer. ALA Transports doit réduire ses coûts et il sera le premier touché, alors qu'il doit rembourser une importante dette et qu'il a utilisé ses dernières économies pour payer une opération délicate sur Mercè, sa femme.
La mauvaise situation économique touche tout le monde : les trois enfants d'Esteve et Mercè (Aurora, Guillem et Alfred) survivent tant bien que mal avec des emplois précaires qui ne contribuent guère à résoudre les problèmes de la famille. Tous trois sont capables de faire des choses plus importantes que ce qu'ils font aujourd'hui, mais les circonstances ne leur ont pas été très favorables. Cependant, leur vie est sur le point de changer, et pas nécessairement pour le bien de tous.
Un malheur fera se rencontrer les nouvelles générations des deux familles. Une rencontre fortuite qui changera des destins qui semblaient déjà fixés.
Du premier épisode jusqu'à l'épisode 336 (diffusé le 27 décembre 1999, où les personnages vivent à la fin du millénaire), la série se déroule à l'époque actuelle (1998 et 1999) et, à partir de cet épisode, la série fait un saut dans le temps de 7 ans, la situant en 2007.

## Distribution
- Marc Cartes dans le rôle de Salvador Borés
- David Selvas dans le rôle de Guillem Pedrós
- Montse Germán dans le rôle de Gemma Aymerich
- Lluís Soler dans le rôle de Esteve Pedrós
- Inma Colomer dans le rôle de Mercè Josep
- Àurea Márquez dans le rôle de Aurora Pedrós
- Paul Berrondo dans le rôle de David Constant
- Bruno Bergonzini dans le rôle de Alfred Pedrós
- Marta Calvó dans le rôle de Matilda (Mati) Uribarri
- Berta Errando dans le rôle de Mireia Llop
- Àngel Moll dans le rôle de Concepció (Ció) Santjust
- Òscar Molina dans le rôle de Ramón Caravaca
- Txe Arana dans le rôle de Consol (Sol) Manila de Caravaca
- Jordi Boixaderas dans le rôle de Joaquim (Quim) Gispert
- Montserrat Carulla dans le rôle de Señora Cèlia
- Josep Seguí i Pujol dans le rôle de Sebastià Pagès
- Irene Navarro dans le rôle de Estel

## Audience
| Saison | Épisodes | Période de diffusion                | Spectateurs | Part  |
| ------ | -------- | ----------------------------------- | ----------- | ----- |
| 1 & 2  | 260      | 4 avril 1998 - 11 juillet 1999      | 553 000     | 33,4% |
| 3      | 208      | 13 septembre 1999 - 10 juillet 2000 | 519 000     | 31,7% |